# 東京市立商業学校
東京市立商業学校（とうきょうしりつしょうぎょうがっこう）は、東京市日本橋区蛎殻町（水天宮裏）にあった夜間の商業学校。略称に「東京市商」「市立商業」。

## 概略
東京市所管の夜間商業学校で、日本橋区内の商家の子弟が多く就学していた。小伝馬上町の上町女子尋常小学校内に明治39年（1906年）に設立された「東京市立商業補習夜学校」を母体とし、明治42年に組織を変更して「東京市立商業学校（夜脱）」と改称（3クラス、教師6名、生徒107名）、明治44年に牡蛎殻町二丁目十四番地に移転し、「東京市立商業学校」と改称した（7クラス、教師11名、生徒163名）。生徒数は年々増え、大正3年（1914年）には322人を数えた。
商業学校の規定に基づき、乙種程度で簡易に適切を主として商業の実際的実務にたえる者を養成することを目的とした。当初は本科と別科が設けられ、本科は満14歳以上で高等小学校卒業者、別科は尋常小学校卒業者が入学でき、いずれも入学は4月と10月の2回あり、本科は2年、別科は1年を修業期間とした。
大正11年（1921年）に学則を改正し修業年限を4年に変更。半年進級制度は維持されたが、入学資格は満14歳以上で高等小学校卒業者もしくは同等の学力のある者に限り、卒業後は商業大学、各種専門学校、高等学校の受験資格が得られた。校長には加地吉彦が就任した。
1923年関東大震災で校舎が全焼したため、麹町区麹町一丁目十九番地の仮校舎に移ったのち、昭和5年（1930年）に蛎殻町三丁目十一番地にあった日本橋高等小学校の校舎を使用、昭和8年の番地変更により所在地は蛎殻町四丁目十四番地十となった。
昭和12年時点での学級数は14、生徒数は男子628、教員数28、学校長は西山種男。西山は1890年高知県生まれで、東京高等商業学校附属商業教員養成所卒業後、第三実業、第五実業、荒川商業の校長を経て1936年本校校長に就任（のち東京都立第四商業学校校長）。
昭和18年（1943年）、「東京都立興亜商業学校」に名称変更。その後、東京都立芝商業高等学校の定時制課程に移行したが、2008年に同校定時制は閉課となった。

## 科目
（昭和11年）
公民科、国語、漢文、作文、習字、商業算術、代数、幾何、珠算、地理、歴史、理科、英語、商事要項、商業経済、商業法規、商業簿記、銀行簿記、商品、実践、体操、タイプライティング

## 出身者
- 村山富市
- 藤牧義夫
- 柳家小さん (5代目)
- 高松利夫
- 近松秋江
- 内藤幸三